# ریکه
ریکه نام یک کتاب ادبی است که توسط آناتول فرانس، نویسندهٔ اهل فرانسه نوشته شده‌است. این کتاب یکی از آثار مشهور ادبی جهان است.